# Prionailurus
Genre
Prionailurus est un genre de félins de la sous-famille des félinés, que l'on trouve principalement en Asie du Sud-Est. 
Plusieurs de ces félins ont la particularité d'être adaptés au milieu aquatique et d'avoir des griffes seulement partiellement rétractiles. 

## Liste desespècesactuelles
Selon Mammal Species of the World et ITIS :
- Prionailurus bengalensis (Kerr, 1792) — Chat léopard du Bengale
  - sous-espèce Prionailurus bengalensis alleni
  - sous-espèce Prionailurus bengalensis bengalensis
  - sous-espèce Prionailurus bengalensis borneoensis
  - sous-espèce Prionailurus bengalensis chinensis
  - sous-espèce Prionailurus bengalensis euptilurus
  - sous-espèce Prionailurus bengalensis heaneyi
  - sous-espèce Prionailurus bengalensis horsfieldii
  - sous-espèce Prionailurus bengalensis javanensis
  - sous-espèce Prionailurus bengalensis rabori
  - sous-espèce Prionailurus bengalensis sumatranus
  - sous-espèce Prionailurus bengalensis trevelyani
- Prionailurus iriomotensis (Imaizumi, 1967) — Chat d'Iriomote (Syn. Prionailurus bengalensis iriomotensis Imaizumi, 1967)
- Prionailurus planiceps (Vigors & Horsfield, 1827) — Chat à tête plate
- Prionailurus rubiginosus (I. Geoffroy Saint-Hilaire, 1831) — Chat rubigineux
  - sous-espèce Prionailurus rubiginosus phillipsi
  - sous-espèce Prionailurus rubiginosus rubiginosus
- Prionailurus viverrinus (Bennett, 1833) — Chat viverrin

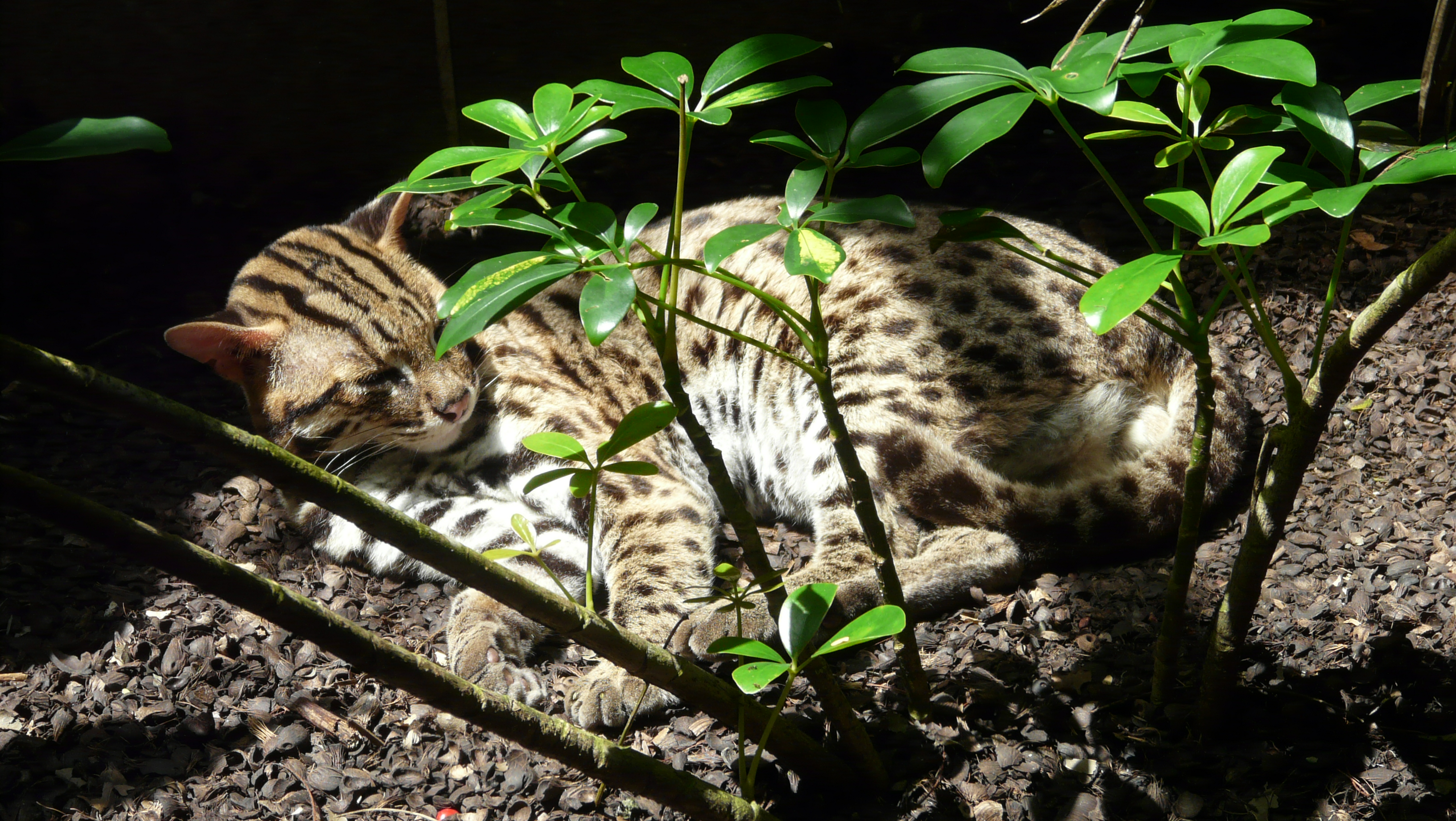
Prionailurus bengalensis
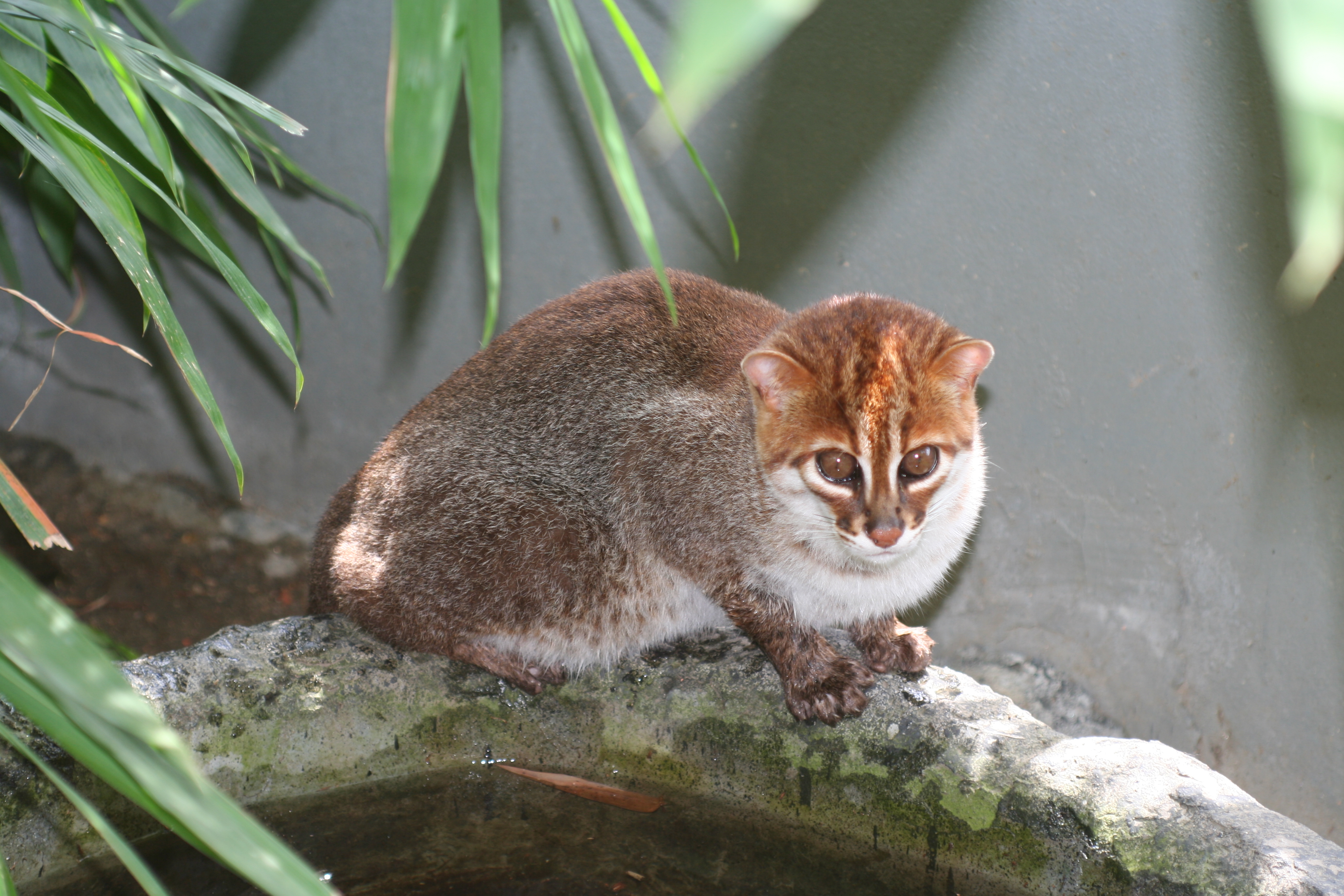
Prionailurus planiceps
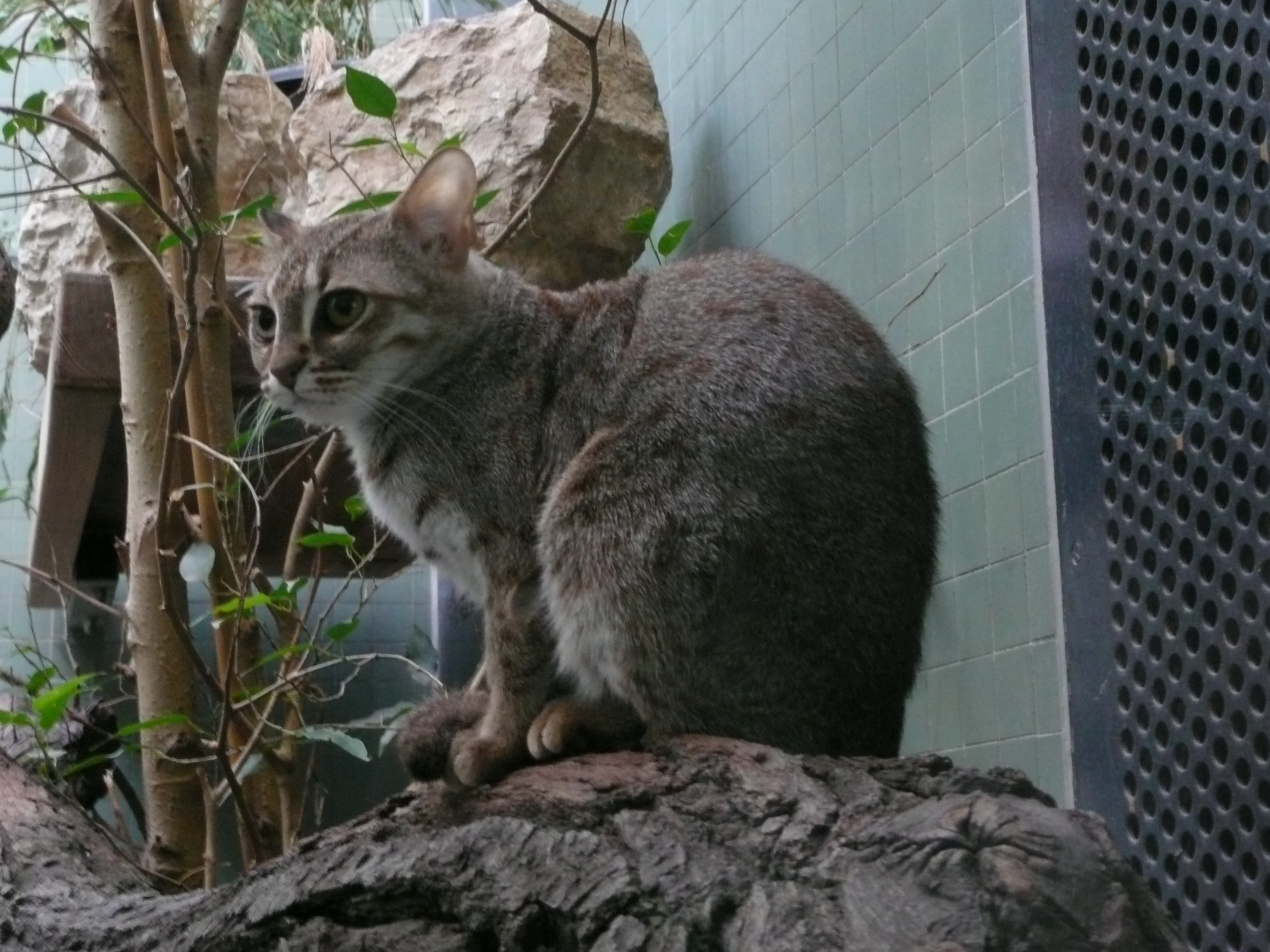
Prionailurus rubiginosus
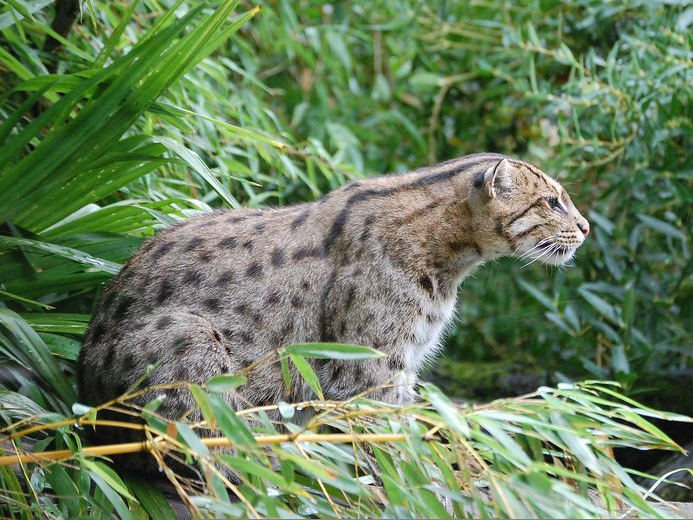
Prionailurus viverrinus